# Nogueira do Cravo (Oliveira do Hospital)
Nogueira do Cravo ist eine Gemeinde (Freguesia) im portugiesischen Kreis Oliveira do Hospital. In ihr leben 2168 Einwohner (Stand 19. April 2021).